# Dinalo Adigo
Dinalo Christiano Adigo (ur. 25 lipca 1972 w Kotonu) – beniński piłkarz grający na pozycji obrońcy, trener piłkarski.

## Kariera klubowa
Karierę piłkarską Adigo rozpoczął w Belgii, w klubie KVC Westerlo. Nie zadebiutował jednak w pierwszym zespole i w 1993 roku wyjechał do Niemiec, do Kickers Offenbach. W latach 1993–1995 występował w nim na poziomie trzeciej ligi, najpierw w Oberlidze, a następnie w Regionallidze. W 1995 roku odszedł do Lok Altmark Stendal, z Regionalligi Północno-Wschodniej, a w 1997 roku został zawodnikiem SSV Reutlingen 05 z Regionalligi Południowej. W 1999 roku ponownie zmienił klub i został piłkarzem FC Schönberg 95. Grał w nim do końca swojej kariery w czwartej lidze (Oberlidze). Zakończył ją w 2007 roku.

## Kariera reprezentacyjna
W reprezentacji Beninu Adigo zadebiutował w 2004 roku. W tym samym roku został powołany do kadry na Puchar Narodów Afryki 2004. Tam był rezerwowym i nie rozegrał żadnego spotkania. Od 2004 do 2006 roku wystąpił w kadrze narodowej 17 razy.

## Kariera trenerska
1 lipca 2007 objął prowadzenie FC Schönberg 95.